# Foldepropel
Foldepropel (eller folde-skrue) er en fællesbetegnelse for nogle propeller til sejlbåde, der under drift kan ændres således, at de minimerer modstanden i vandet under sejlads for sejl. Foldepropeller kan opdeles i tre forskellige typer, med hver sine fordele. Typerne er: Den traditionelle foldepropel, den kantstillende propel og den automatisk justerende propel.

## Den traditionelle foldepropel
Denne type af foldepropel, som er den oprindelige type af foldepropel, er en videreudvikling af den faste propel, hvor bladene er hængslet således, at de vil vinkle sig bagover, når bådens fart overstiger den af propellen frembragte fart. Propellens evne til at frembringe båden kan sammenlignes med den for almindelige faste propeller. Mange bådejere rapporterer om problemer med at stoppe og bakke en båd fremført af en foldepropel. Problemet forårsages af flere årsager. Ved stor fremadgående fart gennem vandet vil vandpresset trykke bladene sammen. Derved er der kun centrifugalkraften til at åbne bladene. For at skabe centrifugalkraft nok er det nødvendigt at lade propellerne spinde hurtigt rundt. Derved skabes kavitation, og bakevnen forringes .

## Den kantstillende propel.
Ved udviklingen af den kantstillede propel ser det ud til, at der er slået to fluer med et smæk. Den kantstillede propel, også kaldt den ”fløjende” propel, har i praksis samme modstand som den traditionelle foldepropel, når den kantstilles under sejlads for sejl.  Ved motorsejlads frem drejes bladene til deres endestop, ved hjælp af modstanden i vandet, således at den for bladet naturlige forkant føres frem. De tre blade er synkroniseret ved hjælp af tandhjul, og vil altid have den samme vinkel til akslen. Ved ændring af omdrejningsretningen til bak, vil bladene vende således, at bladene stadig har den naturlige forkant frem. Der har gennem tiderne været problemer med stor slitage og slag ved skift af retning. Dette problem har den tyske fabrikant SPW Gmbh 
 løst ved at indbygge en friktionsbremse i deres propel Variprop. Friktionsbremsen bremser den sidste del af retningsskiftet på bladene, og forhindrer de store slag ved ændring af retning.

## Den automatisk justerende propel.
Den sidste type af propel optimerer driftsbetingelserne for propellen ved, automatisk at justere stigningen på propellens blade under drift. Propellen produceres af det engelske firma Bruntons Propellers Ltd., og markedsføres under navnet Autoprop. De vinkelformede blade, der er frit ophængt i et rulleleje og et kugleleje, er i princippet påvirket af to kræfter. Ved rotation af propellen påvirkes bladene af vandstrømningerne rundt om propellen, således at propellens rotationshastighed er ligefrem proportional med kræften, der forårsager stigning. Samtidig vil bladene være påvirket af kræften fra det vand, de skubber væk (skruevandet). De to kræfter er lige store og modsat rettede. Når den ene af de to kræfter ændres ved forøgede omdrejninger eller ændret modstand i fremdriften af båden, ændres propellens stigning.
Propellen vil således være i stand til at erkende selv små ændringer i de ydre påvirkninger af skibet, og justere propellens stigning til de ændrede betingelser.  F.eks. vil samtidig sejlads for motor og sejl resultere i stærkt forøget stigning på bladene, og medføre, at motorens omdrejningerne kan reduceres .
Propellens geometri er udformet således, at propellen forsøges tilnærmet dieselmotorens ydelseskurve. Dette er ikke tilfældet med den traditionelle propelkurve, der er en trediegrads kurve. Derved har det været muligt at sænke den nødvendige hastighed på motoren ved almindelig drift med 5 – 800 o/min.